# Mirannes
Mirannes é uma comuna francesa na região administrativa de Occitânia, no departamento de Gers. Estende-se por uma área de 7,89 km². Em 2010 a comuna tinha 68 habitantes (densidade: 8,6 hab./km²).